# Liste osttimoresischer Filme
Die Liste osttimoresischer Filme führt in Osttimor produzierte Dokumentarfilme, Spielfilme und Animationsfilme in chronologischer Reihenfolge auf. Die Liste erhebt keinen Anspruch auf Vollständigkeit.

## Hintergrund
Osttimor war seit 1515 portugiesische Kolonie. Nach Aufkommen der Filmkunst ab 1895 kam diese neue Kunstform 1896 auch in Portugal an, und ab spätestens 1913 auch in portugiesischen Überseebesitzungen. Osttimor war dabei die letzte Kolonie, die nach der Fotografie auch das bewegte Bild erreichte, dies erst im Zusammenhang mit dem Zweiten Weltkrieg, der hier 1942 ankam.
Nachdem ein Spielfilmprojekt des portugiesischen Kinos in Osttimor 1947 nicht realisiert wurde (Tragédia em Timor, von Fernando Garcia), entstanden bis zum Ende der portugiesischen Herrschaft dort 1975 eine Reihe Dokumentarfilme. Erst einige Jahre nach dem Ende der anschließenden indonesischen Annexion (2002) erfolgte dann die erste Veröffentlichung eines osttimoresischen Spielfilms.

## Liste der Filme

### Filmproduktionen
| Jahr | Titel                                                             | Regisseur                            | Genre                               | Bemerkungen |
| ---- | ----------------------------------------------------------------- | ------------------------------------ | ----------------------------------- | --- |
| 1949 | Colónia de Timor                                                  | Tony Berwald                         | Dokumentarfilm                      | Auftragsarbeit für die SAPT; erste dokumentierte Filmaufnahmen aus Osttimor, nach den überwiegend zerstörten Aufnahmen der japanischen Invasoren 1942                                                                        |
| 1950 | Ressurgimento do café em Timor                                    | Tony Berwald                         | Dokumentarfilm                      | Auftragsarbeit für die SAPT |
| 1952 | Ecos da visita ministerial ao Oriente                             | Ricardo Malheiro                     | Dokumentarfilm                      | |
| 1952 | Timor                                                             | João Mendes                          | Dokumentarfilm                      | |
| 1953 | Timor, Portugal dos mares do sul                                  | Ricardo Malheiro                     | Dokumentarfilm                      | |
| 1953 | Viagem de Sua Excelência o ministro do Ultramar ao Oriente. Timor | Ricardo Malheiro                     | Dokumentarfilm                      | |
| 1953 | Missão Antropológica de Timor                                     | António de Almeida                   | Dokumentarfilm                      | 16 Dokumentationen (1) |
| 1954 | Portugueses no mundo                                              | João Mendes                          | Dokumentarfilm                      | |
| 1960 | Apontamentos turísticos de Timor                                  | Miguel Spiguel                       | Dokumentarfilm                      | |
| 1960 | No Extremo Oriente português                                      | Miguel Spiguel                       | Dokumentarfilm                      | |
| 1962 | -                                                                 | Ruy Cinatti                          | Dokumentarfilm                      | ungeschnittener Film, Basis seiner nicht beendeten Doktorarbeit (A ecologia, história e cultura material do Timor Português, com especial referência ao habitat das populações nativas); 2013 erstmals teilweise aufgeführt. |
| 1973 | Timor                                                             | Raquel Soeiro de Brito               | Dokumentarfilm                      | Zwischen 1970 und 1973 entstandene Aufnahmen der Geologin |
| 2008 | Letter to My Mom                                                  | Francisca Maia                       | Dokumentarfilm, Kurzfilm            | |
| 2011 | Manu Futu                                                         | Bety Reis                            | Dokumentarfilm, Kurzfilm            | |
| 2011 | Vagabong                                                          | Bety Reis                            | Kurzfilm                            | |
| 2012 | Chau u Polo                                                       | Wayne Tindall, Charles Meluk         | Spielfilm, Kurzfilm                 | |
| 2013 | Wawata Topu: Mermaids of Timor-Leste                              | David Palazon, Enrique Alonso        | Dokumentarfilm                      | Prämierte Dokumentation zu den tauchenden Frauen Wawata Topu auf der osttimoresischen Insel Atauro |
| 2013 | A Guerra da Beatriz                                               | Bety Reis, Luigi Acquisto            | Spielfilm                           | international prämierter erster langer Spielfilm Osttimors |
| 2013 | Jose's Story                                                      | Wendy Chandler                       | animierter Dokumentarfilm, Kurzfilm | australisch-osttimoresische Produktion |
| 2014 | Mensajeiru                                                        | Francisca Maia                       | Spielfilm, Kurzfilm                 | australisch-osttimoresische Produktion |
| 2016 | Grandfather Crocodile                                             | Francisco Rosas                      | Dokumentarfilm                      | osttimoresisch-portugiesische Produktion |
| 2016 | Ida Nebe Fa'an Pulsa (The Pulsa Salesman)                         | Francisco Rosas                      | Dokumentarfilm                      | Filmbiografie über Jaime Garcia Goulart, erster Bischof von Dili, osttimoresisch-portugiesische Produktion |
| 2016 | Boneca de Atauro: Searching for the Lost Love                     | David Palazon                        | Animationsfilm, Kurzfilm            | |
| 2017 | Lime Odyssey: Quest for the Book of Secrets                       | Jonathan Nolan                       | Animationsfilm, Kurzfilm            | australisch-osttimoresische Produktion |
| 2017 | Abdul & José                                                      | Luigi Acquisto, Lurdes Pires         | Dokumentarfilm                      | |
| 2017 | Selfie                                                            | Ian White                            | Spielfilm, Kurzfilm                 | |
| 2018 | Ema Nudar Umanu                                                   | Jonas Rusumalay Diaz, Thomas Henning | Spielfilm                           | |
| 2019 | Tattooed Warriors of Timor                                        | Rizky Rahadianto                     | Dokumentarfilm, Kurzfilm            | |
| 2021 | Dalan ba dame                                                     | Ian White                            | Dokumentarfilm                      | Filmporträt der Geschichte Osttimors, osttimoresische Produktion mit internationaler Finanzierung |
| 2021 | Feto nia funu                                                     | -                                    | Dokumentarfilm                      | |
| 2023 | Halibur Hamutuk – A casa que nos une                              | Ricardo Dias                         | Dokumentarfilm                      | osttimoresisch-portugiesische Produktion, beim FESTin 2023 prämiert |

- Actividades da missão antropológica a Timor
- Timor: missão antropológica. (ohne Ton)
- Caça e pesca em Timor
- Danças e jogos nº1
- Danças e jogos nº 2
- Danças e jogos nº 3
- Danças de Timor
- Timor – vistas gerais (ohne Ton)
- Imagens de Timor (ohne Ton)
- Timor – política 1 (ohne Ton)
- Timor – política 2 (ohne Ton)
- Timor – política 3 (ohne Ton)
- Timor Lautem (ohne Ton)
- Artes e ofícios timorenses
- A reconstrução de Timor (ohne Ton)
- Acção missionária em Timor

### Fernsehproduktionen (Auswahl)
- 2010: Suku Hali (Fernsehserie, drei Folgen)
- 2012: Kari Matenek (Kinderfernsehen, nur eine Folge)
- 2017: Laloran Justisa (Telenovela, 20 Folgen)